# Teresa Perl

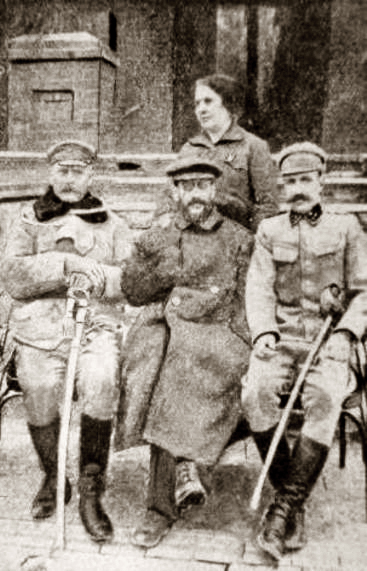
Teresa Perl z Rajmundem Jaworowskim (po lewej), mężem Feliksem i Tomaszem Arciszewskim (po prawej)

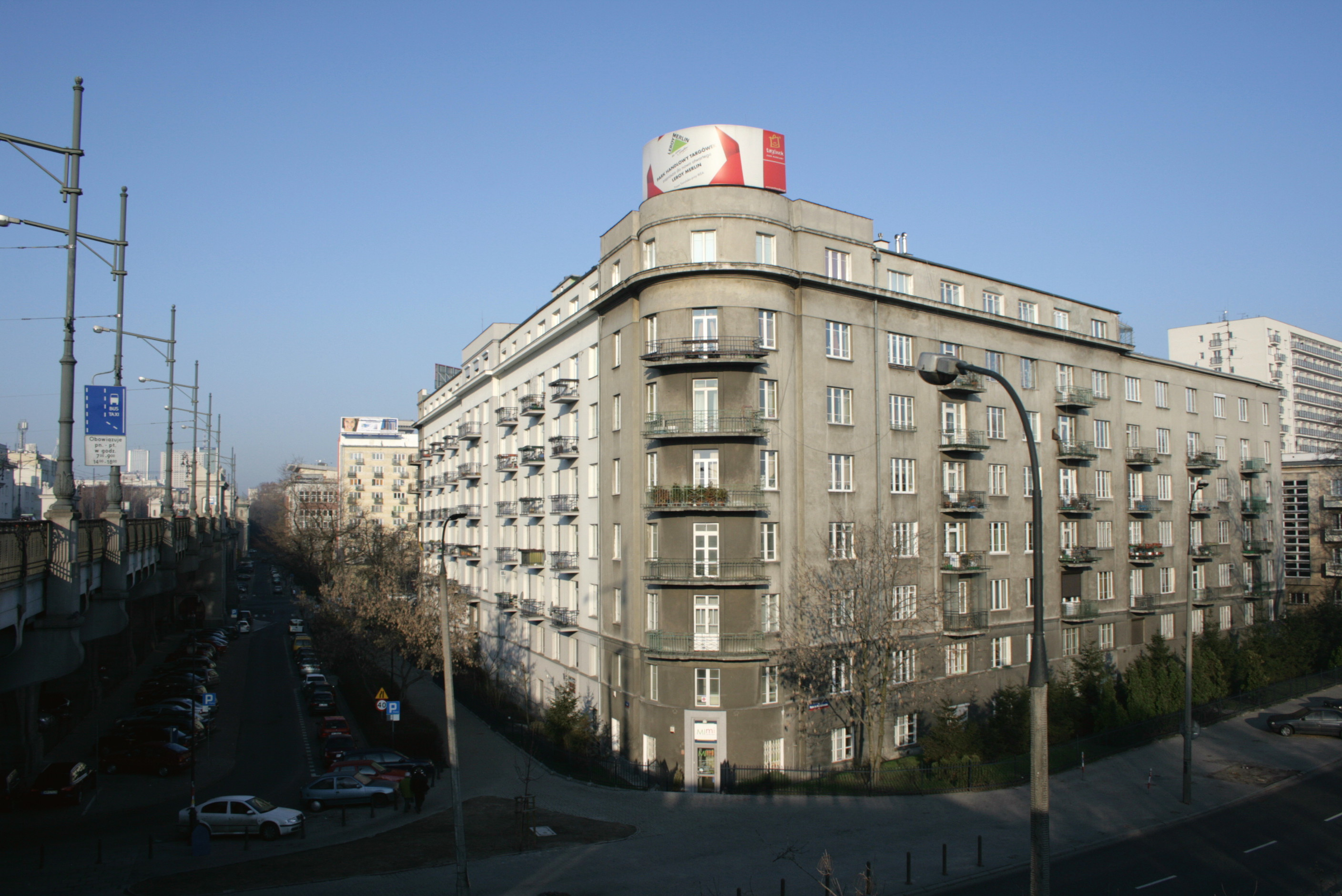
Kamienica w Al. 3 Maja 2 w Warszawie - miejsce pracy i śmierci Teresy Perl

Teresa Perl (ur. 1871 w Słonimie, zm. w nocy z 18 na 19 czerwca 1939 w Warszawie) – polska działaczka społeczna, socjalistka żydowskiego pochodzenia.
Urodziła się w żydowskiej rodzinie drobnych kupców jako Teresa Reznikowska. Jako nastolatka pieszo przeszła do Warszawy i zamieszkała na Szmulkach. Będąc analfabetką sama nauczyła się czytać i pisać po polsku i została pielęgniarką. W 1890 poznała Feliksa Perla, a w 1900 wyszła za niego za mąż. W 1917 w ich domu zamieszkała Aleksandra Szczerbińska, przyszła żona Józefa Piłsudskiego, wraz z ich córką Wandą. Gdy Feliks zmarł, zaangażowała się w pracę społeczną w Robotniczym Towarzystwie Przyjaciół Dzieci. W nocy z 18 na 19 czerwca 1939 w swym warszawskim mieszkaniu w Alei 3 Maja 2 zastrzeliła się z należącego niegdyś do Piłsudskiego pistoletu. Jej ciało zgodnie z ostatnią wolą zostało przekazane Akademii Medycznej.